# Олексій (Лавров-Платонов)
Архієпископ Олексій (рос. Архиепископ Алексий; 2 вересня 1829 — 22 листопада 1890) — церковний діяч часів Російської імперії, 5-й єпископ Можайський у 1878—1883 роках, 20-й єпископ Димитровський у 1883—1885 роках, 3-й архієпископ Таврійський у 1885 році, 4-й архієпископ Литовський і Віленський у 1885—1890 роках.

## Життєпис
Походив зі священницького роду Лаврових. Син Федора Лаврова, священника села Семенівського Пошехонського повіту Ярославської губернії. Народився 1829 року в Семеновському, отримавши ім'я Олександр. 1844 року закінчив Пошехонське повітове духовне училище, 1850 року — Ярославську духовну семінарію і вступив до Московської духовної академії, яку закінчив у червні 1854 році першим магістром XIX курсу з приєднанням додаткового прізвища — Платонов. Як кращий і обдарований студент, він був залишений при академії бакалавром церковної словесності до грудня 1863 року і церковного законознавства до 1864 року.
31 серпня 1855 року здобув ступінь магістра за твір під назвою: «Обіцяння та пророцтва про Христа в п'ятикнижжі Мойсеєвому». У 1862—1870 роках викладав грецьку мову у вищому відділенні Московської духовної академії. 10 лютого 1864 року призначено екстраординарним професором по кафедрі грецької мови та бібліотекар Академії. Постійно відрізнявся особливим смиренням, лагідністю і релігійністю, внаслідок чого прагнув прийняти священний сан, але різні обставини все не дозволяли виконувати цей намір. 1870 року перейшов на кафедру церковного законознавства.
У 1870—1873 роках брав участь у комісії з перетворення судової частини з духовного відомства. З'явившись від комісії представником і захисником єпископського суду, він тоді ж надрукував з цього питання кілька наукових досліджень, з яких чільне місце посідає: «Можлива реформа церковного суду».
У 1877 році овдовів (ще раніше в десятирічному віці померла його єдина дочка) і 9 січня 1878 прийняв чернецтво під ім'ям Алексій. 17 березня того ж року зведений у сан архімандрита та визначений настоятелем Савина-Сторожевського монастиря. 30 квітня 1878 року хіротонизовано на єпископа Можайського, другого вікарія Московської митрополії, 22 січня 1883 — єпископ Дмитровський, перший вікарій Московської єпархії.
9 березня 1885 року отримав посаду архієпископа Таврійського, але ще до того, як виїхати в свою єпархію, отримав 11 травня призначений єпископом Литовським та Віленським, священноархімандритом Свято-Духова Віленського монастиря. 20 березня 1886 року зведений до сану архієпископа, призначений священноархімандритом Саввино-Сторожевського монастиря.
У червні 1889 року організував урочистості з нагоди 50-річчя приєднання до Московського патріархату білоруських і литовських уніатів. Раптово помер від інфаркту 10 листопада 1890 року у Вільно, поховано у Свято-Духовому монастирі в печерній церкві, біля лівого боку печери.

## Творчість
Набув загальної популярності своєю вченістю та глибоким знанням канонічного права. Його праці завжди відрізнялися глибокою обґрунтованістю, суворістю погляду щодо православ'я та імперськості, у Московській духовній академії вважався стовпом ортодоксалізму.